# Grangues
Grangues település Franciaországban, Calvados megyében. Lakosainak száma 289 fő (2022. január 1.). Grangues Angerville, Cricqueville-en-Auge, Dives-sur-Mer, Douville-en-Auge, Dozulé, Gonneville-sur-Mer és Périers-en-Auge községekkel határos.

## Népesség
A település népességének változása:
| Lakosok száma | 161  | 180  | 184  | 220  | 245  | 240  | 249  | 265  | 276  | 289  |
|               | 1968 | 1982 | 1990 | 2006 | 2013 | 2015 | 2017 | 2019 | 2020 | 2022 |